# Bob Bryan
Robert Charles Bryan (sinh ngày 29 tháng 4 năm 1978) là một cựu vận động viên quần vợt chuyên nghiệp người Mỹ. Anh đã giành được hai mươi ba danh hiệu Grand Slam: 16 ở đôi nam và 7 ở đôi nam nữ. Anh lên chuyên nghiệp năm 1998. Với anh em song sinh Mike, anh đã lên vị trí số 1 thế giới ở nội dung đôi nhiều năm, lần đầu là vào Tháng 9 năm 2003. Họ có tên trong giải thưởng Đòng đội ATP của năm. Họ trở thành đội đôi nam thứ hai hoàn thành sự nghiệp bằng cách giành được huy chương vàng tại Thế vận hội Mùa hè 2012.

## Sự nghiệp quần vợt

### Kỷ lục Đôi
- 16 danh hiệu đôi nam Grand Slam
- 30 chung kết đôi nam Grand Slam
- 10 lần giành được ITF World Champions
- 116 danh hiệu ATP và 169 chung kết ATP
- 439 tuần ở ngôi số 1
- 1000+ trận thắng đôi
- 10 năm liên tiếp giành được ít nhất 1 giải Grand Slam
- 11 lần đoạt được giải thưởng Đội yêu mến nhất ATP và Đồng đội ATP của năm
- "Bryan Golden Slam" (chỉ có đôi này giành được tất cả danh hiệu Grand Slam và Huy chương Vàng Olympic)
- 7 lần liên tiếp vào chung kết Grand Slam (Úc Mở rộng 2005-Wimbledon 2006)
- 38 danh hiệu Masters 1000
- "Career Golden Masters" (chỉ có đôi này trong lịch sử giành được tất cả chín danh hiệu Masters 1000)

### Trẻ
Anh kết thúc năm với vị trí tay vợt đơn số 1 ở quốc gia vào năm 1998 sau khi vô địch giải quốc gia sân đất nện và và vào chung kết ở Kalamazoo. Anh em Bryan đã vô địch nội dung đôi Kalamazoo năm 1995 và năm 1996 và giành được danh hiệu đôi trẻ Mỹ Mở rộng năm 1996.

### Đại học
Anh đã chơi cho Đại học Stanford từ năm 1997 đến năm 1999, khi anh đã giúp cho Cardinal thắng tại giải NCAA team championships. Năm 1998, anh giành được "Triple Crown" của đơn NCAA, đôi (với anh em sing đôi Mike), và danh hiệu đồng đội. Anh là người đầu tiên làm được điều này kể từ Alex O'Brien làm được cho Stanford vào năm 1992.

### World TeamTennis
Cả hai anh em khởi đàu sự nghiệp chuyên nghiệp ở World TeamTennis cho đội Idaho Sneakers qua mùa giải hiện tại cho Kansas City Explorer.

### ATP Tour
Với anh em sinh đôi Mike (là anh trai khi sinh hơn mình 2 phút), Bob đã giành được 116 danh hiệu đôi, với 16 danh hiệu Grand Slam. Năm 2005, Anh em Bryan giành được 4 giải Grand Slam, chỉ có lần thứ hai một đội đôi nam đã làm được điều này trong Kỷ nguyên Mở. Năm 2006, Anh em Bryan đã giành được Wimbledon và Úc Mở rộng để hoàn thành Sự nghiệp Grand Slam. Sau khi giành được danh hiệu Mỹ Mở rộng 2012, họ sẽ tiếp tục vô địch lần thứ ba vào năm 2013, và họ đã có được 4 danh hiệu Grand Slam trong năm. Tuy nhiên, họ không giành được cả bốn giải trong cùng một năm vì họ đã thua ở bán kết Mỹ Mở rộng 2013.
Họ đã từng kết thúc năm với vị trí đôi hàng đầu mười lần: năm 2003 2005, 2006 and 2007, và các năm 2009 và 2014 và nữa.
Anh em Bryan đã từng đại diện cho Đội tuyển Davis Cup Hoa Kỳ. Đội tuyển Davis Cup Hoa Kỳ đã giành được danh hiệu thứ 32 ở giải Davis Cup 2007.

## Off-court
Anh em Bryan đã đóng vai chính ở 8 Simple Rules và ở Tháng 1/Tháng 2 năm 2010 ở Making Music Magazine. Bố của họ, Wayne Bryan, đã viết về con của ông, The Formula: Raising Your Child to be a Champion.

## Cuộc sống cá nhân
Bob Bryan đã cưới với luật sư Florida Michelle Alvarez ở North Miami Beach vào ngày 13 tháng 12 năm 2010; họ có ba con cái, Micaela, sinh ngày 31 tháng 1 năm 2012, Robert Blake "Bobby Jr.", sinh ngày 24 tháng 12 năm 2013 và Richard Charles "Richie" sinh ngày 27 tháng 10 năm 2015.

## Thành tích Davis Cup (24-4)
Với anh em sinh đôi Mike Bryan, họ đã đánh thắng nhiều trận đấu nhất tại Davis Cup của đội ở đôi cho Hoa Kỳ. Bob có kỷ lục là đánh nhiều năm nhất (14) ở Davis Cup cho Hoa Kỳ. Anh cũng có thành tích thắng/thua 4-2 ở nội dung đơn.
| Năm  | Vòng      | Đối thủ                           | Kết quả |
| ---- | --------- | --------------------------------- | ------- |
| 2003 | Play-off  | Slovakia (Beck/Hrbatý)            | T       |
| 2004 | Vòng 1    | Áo (Knowle/Melzer)                | T       |
| 2004 | Tứ kết    | Thụy Điển (Björkman/T.Johansson)  | T       |
| 2004 | Bán kết   | Belarus (Mirnyi/Volchkov)         | T       |
| 2004 | Chung kết | Tây Ban Nha (Ferrero/Robredo)     | T       |
| 2005 | Vòng 1    | Croatia (Ančić/Ljubičić)          | B       |
| 2005 | Play-off  | Bỉ (Rochus/Vliegen)               | T       |
| 2006 | Vòng 1    | România (Hănescu/Tecău)           | T       |
| 2006 | Tứ kết    | Chile (Capdeville/Garcia)         | T       |
| 2006 | Bán kết   | Nga (Tursunov/Youzhny)            | T       |
| 2007 | Vòng 1    | Cộng hòa Séc (Dlouhý/Vízner)      | T       |
| 2007 | Tứ kết    | Tây Ban Nha (López/Robredo)       | T       |
| 2007 | Bán kết   | Thụy Điển (Aspelin/Björkman)      | T       |
| 2007 | Chung kết | Nga (Andreev/Davydenko)           | T       |
| 2008 | Vòng 1    | Áo (Knowle/Melzer)                | T       |
| 2008 | Tứ kết    | Pháp (Clément/Llodra)             | B       |
| 2009 | Vòng 1    | Thụy Sĩ (Allegro/Wawrinka)        | T       |
| 2009 | Tứ kết    | Croatia (Karanusic/Zovko)         | T       |
| 2010 | Vòng 1    | Serbia (Zimonjić/Tipsarević)      | T       |
| 2011 | Vòng 1    | Chile (Aguilar/Massú)             | T       |
| 2011 | Bán kết   | Tây Ban Nha (Granollers/Verdasco) | T       |
| 2012 | Tứ kết    | Pháp (Benneteau/Llodra)           | T       |
| 2012 | Bán kết   | Tây Ban Nha (Granollers/López)    | T       |
| 2013 | Vòng 1    | Brasil (Melo/Soares)              | B       |
| 2013 | Tứ kết    | Serbia (Zimonjić/Bozoljac)        | B       |
| 2014 | Vòng 1    | Anh Quốc (Fleming/Inglot)         | T       |
| 2014 | Play-off  | Slovakia (Lacko/Gombos)           | T       |
| 2015 | Vòng 1    | Anh Quốc (Inglot/Murray)          | T       |

## Grand Slam

### Đơn nam
| Giải đấu     | 1998 | 1999 | 2000 | 2001 |
| ------------ | ---- | ---- | ---- | ---- |
| Úc Mở rộng   |      |      |      |      |
| Pháp Mở rộng |      |      |      |      |
| Wimbledon    |      |      |      | V2   |
| Mỹ Mở rộng   | V2   | V1   | V1   | V1   |

### Đôi nam: 30 (16-14)
Giành được danh hiệu Wimbledon 2006, Bryan đã hoàn thành sự nghiệp đôi Grand Slam. Anh trở thành tay vợt đơn thứ 19 và, với Bob Bryan, danh hiệu đôi thứ 7 này.
| Kết quả | Năm  | Giải đấu         | Mặt sân | Đồng đội   | Đối thủ                            | Tỉ số                             |
| ------- | ---- | ---------------- | ------- | ---------- | ---------------------------------- | --------------------------------- |
| Vô địch | 2003 | Pháp Mở rộng (1) | Đất nện | Mike Bryan | Paul Haarhuis Yevgeny Kafelnikov   | 7–6(7–3), 6–3                     |
| Á quân  | 2003 | Mỹ Mở rộng       | Cứng    | Mike Bryan | Jonas Björkman Todd Woodbridge     | 7–5, 0–6, 5–7                     |
| Á quân  | 2004 | Úc Mở rộng       | Cứng    | Mike Bryan | Michaël Llodra Fabrice Santoro     | 6–7(4–7), 3–6                     |
| Á quân  | 2005 | Úc Mở rộng       | Cứng    | Mike Bryan | Wayne Black Kevin Ullyett          | 4–6, 4–6                          |
| Á quân  | 2005 | Pháp Mở rộng     | Đất nện | Mike Bryan | Jonas Björkman Max Mirnyi          | 6–2, 1–6, 4–6                     |
| Á quân  | 2005 | Wimbledon        | Cỏ      | Mike Bryan | Stephen Huss Wesley Moodie         | 6–7(4–7), 3–6, 7–6(7–2), 3–6      |
| Vô địch | 2005 | Mỹ Mở rộng (1)   | Cứng    | Mike Bryan | Jonas Björkman Max Mirnyi          | 6–1, 6–4                          |
| Vô địch | 2006 | Úc Mở rộng (1)   | Cứng    | Mike Bryan | Martin Damm Leander Paes           | 4–6, 6–3, 6–4                     |
| Á quân  | 2006 | Pháp Mở rộng     | Đất nện | Mike Bryan | Jonas Björkman Max Mirnyi          | 7–6(7–5), 4–6, 5–7                |
| Vô địch | 2006 | Wimbledon (1)    | Cỏ      | Mike Bryan | Fabrice Santoro Nenad Zimonjić     | 6–4, 4–6, 6–4, 6–2                |
| Vô địch | 2007 | Úc Mở rộng (2)   | Cứng    | Mike Bryan | Jonas Björkman Max Mirnyi          | 7–5, 7–5                          |
| Á quân  | 2007 | Wimbledon        | Cỏ      | Mike Bryan | Arnaud Clément Michaël Llodra      | 7–6(7–5), 3–6, 4–6, 4–6           |
| Vô địch | 2008 | Mỹ Mở rộng (2)   | Cứng    | Mike Bryan | Lukáš Dlouhý Leander Paes          | 7–6(7–5), 7–6(12–10)              |
| Vô địch | 2009 | Úc Mở rộng (3)   | Cứng    | Mike Bryan | Mahesh Bhupathi Mark Knowles       | 2–6, 7–5, 6–0                     |
| Á quân  | 2009 | Wimbledon        | Cỏ      | Mike Bryan | Daniel Nestor Nenad Zimonjić       | 6–7(7–9), 7–6(7–3), 6–7(5–7), 3–6 |
| Vô địch | 2010 | Úc Mở rộng (4)   | Cứng    | Mike Bryan | Daniel Nestor Nenad Zimonjić       | 6–3, 6–7(5–7), 6–3                |
| Vô địch | 2010 | Mỹ Mở rộng (3)   | Cứng    | Mike Bryan | Rohan Bopanna Aisam-ul-Haq Qureshi | 7–6(7–5), 7–6(7–4)                |
| Vô địch | 2011 | Úc Mở rộng (5)   | Cứng    | Mike Bryan | Mahesh Bhupathi Leander Paes       | 6–3, 6–4                          |
| Vô địch | 2011 | Wimbledon (2)    | Cỏ      | Mike Bryan | Robert Lindstedt Horia Tecău       | 6–3, 6–4, 7–6(7–2)                |
| Á quân  | 2012 | Úc Mở rộng       | Cứng    | Mike Bryan | Leander Paes Radek Štěpánek        | 6–7(1–7), 2–6                     |
| Á quân  | 2012 | Pháp Mở rộng     | Đất nện | Mike Bryan | Max Mirnyi Daniel Nestor           | 6–4, 6–4                          |
| Vô địch | 2012 | Mỹ Mở rộng (4)   | Cứng    | Mike Bryan | Leander Paes Radek Štěpánek        | 6–3, 6–4                          |
| Vô địch | 2013 | Úc Mở rộng (6)   | Cứng    | Mike Bryan | Robin Haase Igor Sijsling          | 6–3, 6–4                          |
| Vô địch | 2013 | Pháp Mở rộng (2) | Đất nện | Mike Bryan | Michaël Llodra Nicolas Mahut       | 6–4, 4–6, 7–6(7–4)                |
| Vô địch | 2013 | Wimbledon (3)    | Cỏ      | Mike Bryan | Ivan Dodig Marcelo Melo            | 3–6, 6–3, 6–4, 6–4                |
| Á quân  | 2014 | Wimbledon        | Cỏ      | Mike Bryan | Jack Sock Vasek Pospisil           | 6–7(5–7), 7–6(7–3), 4–6, 6–3, 5–7 |
| Vô địch | 2014 | Mỹ Mở rộng (5)   | Cứng    | Mike Bryan | Marcel Granollers Marc López       | 6–3, 6–4                          |
| Á quân  | 2015 | Pháp Mở rộng     | Đất nện | Mike Bryan | Ivan Dodig Marcelo Melo            | 7–6(7–5), 6–7(5–7), 5–7           |
| Á quân  | 2016 | Pháp Mở rộng     | Đất nện | Mike Bryan | Feliciano López Marc López         | 4–6, 7–6(8–6), 3–6                |
| Á quân  | 2017 | Úc Mở rộng       | Cứng    | Mike Bryan | Henri Kontinen John Peers          | 5–7, 5–7                          |

#### Thống kê

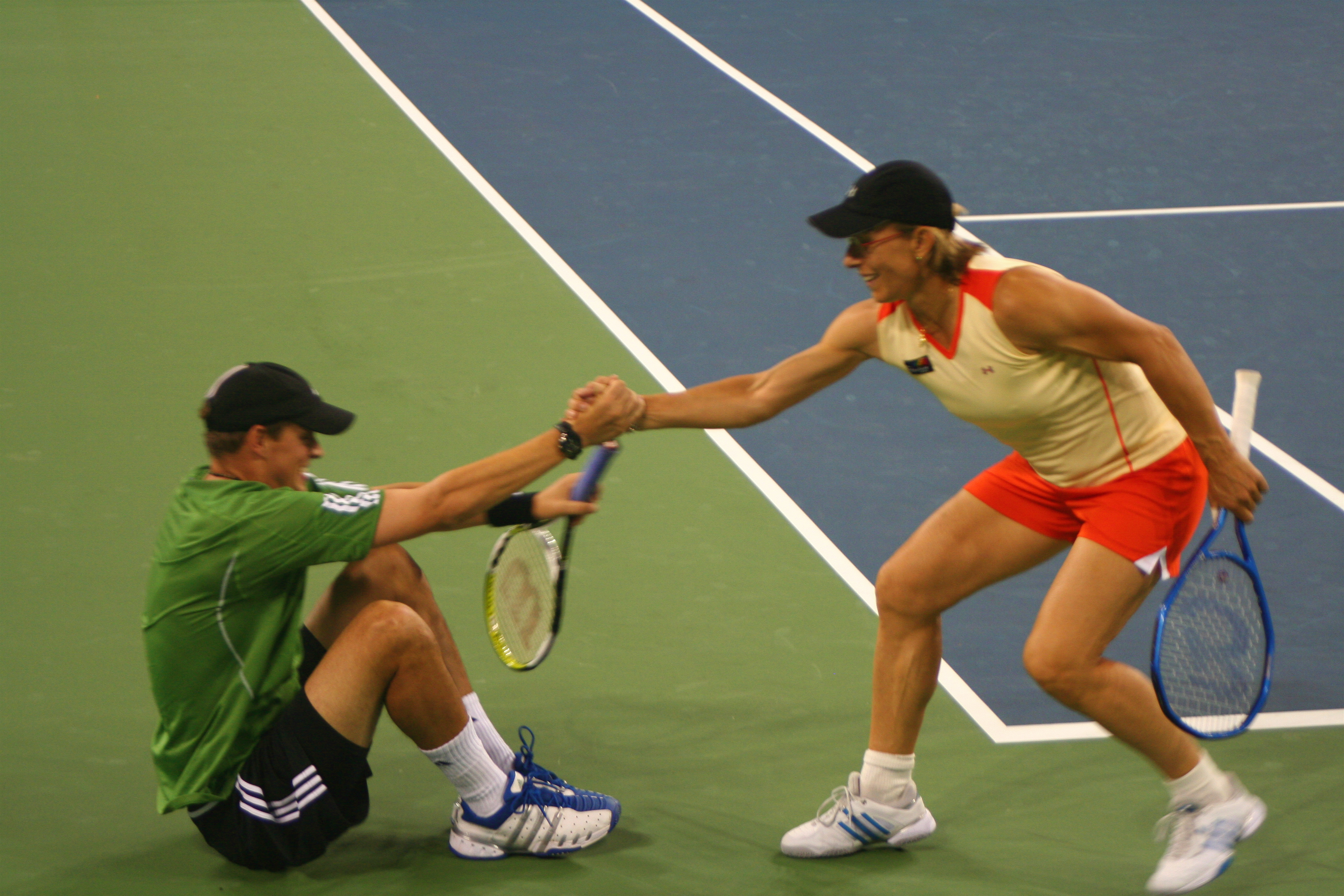
Martina Navratilova bắt tay Bob Bryan. Họ đã vô địch Mỹ Mở rộng 2006 nội dung Đôi nam nữ.

| Giải đấu          | 1995            | 1996            | 1997            | 1998            | 1999            | 2000            | 2001  | 2002  | 2003  | 2004  | 2005  | 2006  | 2007  | 2008  | 2009  | 2010  | 2011  | 2012  | 2013  | 2014  | 2015  | 2016  | 2017  | 2018  | SR      |
| ----------------- | --------------- | --------------- | --------------- | --------------- | --------------- | --------------- | ----- | ----- | ----- | ----- | ----- | ----- | ----- | ----- | ----- | ----- | ----- | ----- | ----- | ----- | ----- | ----- | ----- | ----- | ------- |
| Úc Mở rộng        | A               | A               | A               | A               | A               | V1              | V1    | TK    | V3    | CK    | CK    | VĐ    | VĐ    | TK    | VĐ    | VĐ    | VĐ    | CK    | VĐ    | V3    | V3    | V3    | CK    | BK    | 6 / 19  |
| Pháp Mở rộng      | A               | A               | A               | A               | V2              | V2              | V2    | TK    | VĐ    | BK    | CK    | CK    | TK    | TK    | BK    | V2    | BK    | CK    | VĐ    | TK    | CK    | CK    | V2    | A     | 2 / 19  |
| Wimbledon         | A               | A               | A               | A               | V3              | V1              | BK    | BK    | TK    | V3    | CK    | VĐ    | CK    | BK    | CK    | TK    | VĐ    | BK    | VĐ    | CK    | TK    | TK    | V2    | A     | 3 / 19  |
| Mỹ Mở rộng        | V1              | V1              | V1              | V1              | V1              | TK              | V2    | BK    | CK    | V3    | VĐ    | V3    | TK    | VĐ    | BK    | CK    | V1    | VĐ    | BK    | VĐ    | V1    | TK    | BK    |       | 5 / 23  |
| SR                | 0 / 1           | 0 / 1           | 0 / 1           | 0 / 1           | 0 / 3           | 0 / 4           | 0 / 4 | 0 / 4 | 1 / 4 | 0 / 4 | 1 / 4 | 2 / 4 | 1 / 4 | 1 / 4 | 1 / 4 | 2 / 4 | 2 / 4 | 1 / 4 | 3 / 4 | 1 / 4 | 0 / 4 | 0 / 4 | 0 / 4 | 0 / 1 | 16 / 80 |
| Giải đấu cuối năm |                 |                 |                 |                 |                 |                 |       |       |       |       |       |       |       |       |       |       |       |       |       |       |       |       |       |       |         |
| World Tour Finals | Did Not Qualify | Did Not Qualify | Did Not Qualify | Did Not Qualify | Did Not Qualify | Did Not Qualify | RR    | A     | W     | W     | SF    | RR    | A     | F     | W     | SF    | SF    | RR    | F     | W     | SF    | SF    | RR    |       | 4 / 15  |

### Đôi nam nữ: 9 (7-2)
| Kết quả | Năm  | Giải đấu         | Mặt sân | Đồng đội            | Đối thủ                            | Tỉ số                 |
| ------- | ---- | ---------------- | ------- | ------------------- | ---------------------------------- | --------------------- |
| Á quân  | 2002 | Mỹ Mở rộng       | Cứng    | Katarina Srebotnik  | Lisa Raymond Mike Bryan            | 7–6(11–9), 7–6(7–1)   |
| Vô địch | 2003 | Mỹ Mở rộng       | Cứng    | Katarina Srebotnik  | Lina Krasnoroutskaya Daniel Nestor | 5–7, 7–5, [10–5]      |
| Vô địch | 2004 | Mỹ Mở rộng (2)   | Cứng    | Vera Zvonareva      | Alicia Molik Todd Woodbridge       | 6–3, 6–4              |
| Á quân  | 2006 | Wimbledon        | Cỏ      | Venus Williams      | Vera Zvonareva Andy Ram            | 6–3, 6–2              |
| Vô địch | 2006 | Mỹ Mở rộng (3)   | Cứng    | Martina Navratilova | Květa Peschke Martin Damm          | 6–2, 6–3              |
| Vô địch | 2008 | Pháp Mở rộng     | Đất nện | Victoria Azarenka   | Katarina Srebotnik Nenad Zimonjić  | 6–2, 7–6(7–4)         |
| Vô địch | 2008 | Wimbledon        | Cỏ      | Samantha Stosur     | Katarina Srebotnik Mike Bryan      | 7–5, 6–4              |
| Vô địch | 2009 | Pháp Mở rộng (2) | Đất nện | Liezel Huber        | Vania King Marcelo Melo            | 5–7, 7–6(7–5), [10–7] |
| Vô địch | 2010 | Mỹ Mở rộng (4)   | Cứng    | Liezel Huber        | Květa Peschke Aisam-ul-Haq Qureshi | 6–4, 6–4              |

#### Thống kê
| Giải đấu     | 1999 | 2000 | 2001 | 2002 | 2003 | 2004 | 2005 | 2006 | 2007 | 2008 | 2009 | 2010 | 2011 | 2012 | 2013 | 2014 | 2015 | 2016 | 2017 | SR     | T-B    |
| ------------ | ---- | ---- | ---- | ---- | ---- | ---- | ---- | ---- | ---- | ---- | ---- | ---- | ---- | ---- | ---- | ---- | ---- | ---- | ---- | ------ | ------ |
| Úc Mở rộng   | A    | A    | A    | QF   | 1R   | 1R   | QF   | QF   | QF   | A    | A    | 2R   | 2R   | A    | QF   | A    | A    | QF   | A    | 0 / 10 | 14–10  |
| Pháp Mở rộng | 2R   | QF   | A    | SF   | QF   | QF   | A    | SF   | QF   | W    | W    | A    | A    | 1R   | A    | A    | 1R   | QF   |      | 2 / 12 | 27–10  |
| Wimbledon    | QF   | 1R   | QF   | QF   | 2R   | SF   | 2R   | F    | 3R   | W    | QF   | 2R   | QF   | SF   | A    | 3R   | 2R   | A    |      | 1 / 16 | 37–15  |
| Mỹ Mở rộng   | A    | A    | 1R   | F    | W    | W    | QF   | W    | 2R   | A    | A    | W    | 2R   | 2R   | A    | A    | A    | A    |      | 4 / 10 | 29–6   |
| T-B          | 4–2  | 3–2  | 3–2  | 12–4 | 8–3  | 10–3 | 4–3  | 14–3 | 6–4  | 11–0 | 7–1  | 7–2  | 5–3  | 4–3  | 2–1  | 2–1  | 0–2  | 4–2  | 0–0  | 7 / 48 | 106–41 |